# Pedreira (município)
Pedreira é um município brasileiro do estado de São Paulo. Sua população estimada pelo IBGE em 2024 era de 44 332 habitantes.

## História
As terras que, atualmente, constituem o município de Pedreira, originariamente pertenciam a Amparo e eram propriedade rural, desde o início do século XIX, de João Pedro de Godoy Moreira – avô materno do prefeito de Amparo, capitão Damásio Pires Pimentel e  pai do fundador, o coronel (patente não oficial, apenas consuetudinário), João Pedro de Godoy Moreira – o moço.
Em 1887 o fundador adquire de Jose Pedro Arruda gleba de sua fazenda Santa Ana e a anexa à sua “Fazenda Grande". A partir do loteamento e arruamento de parte de suas terras, nasce, junto ao rio Jaguari, a Vila de Pedreira no ano de 1889.
O pai do fundador já havia construído, em 1834, sua residência nessas terras e na qual nasceu, em 22 de dezembro de 1836, João Pedro. Esse imóvel, situado na Praça Epitacio Pessoa, foi tombado pelo Património Histórico e é nos dias de hoje sede da Prefeitura Municipal.
O nome da cidade, erroneamente associado por muitos à grande quantidade de pedras, origina-se, na verdade, da abundante presença de "Pedros" na família Godoy Moreira, João Pedro, pai e filho e seus irmãos Bento Pedro, Antonio Pedro e José Pedro (o terreno onde foi construída a Estação da Companhia Mogiana de Estradas de Ferro, em 1875, foi doado por esse último irmão).

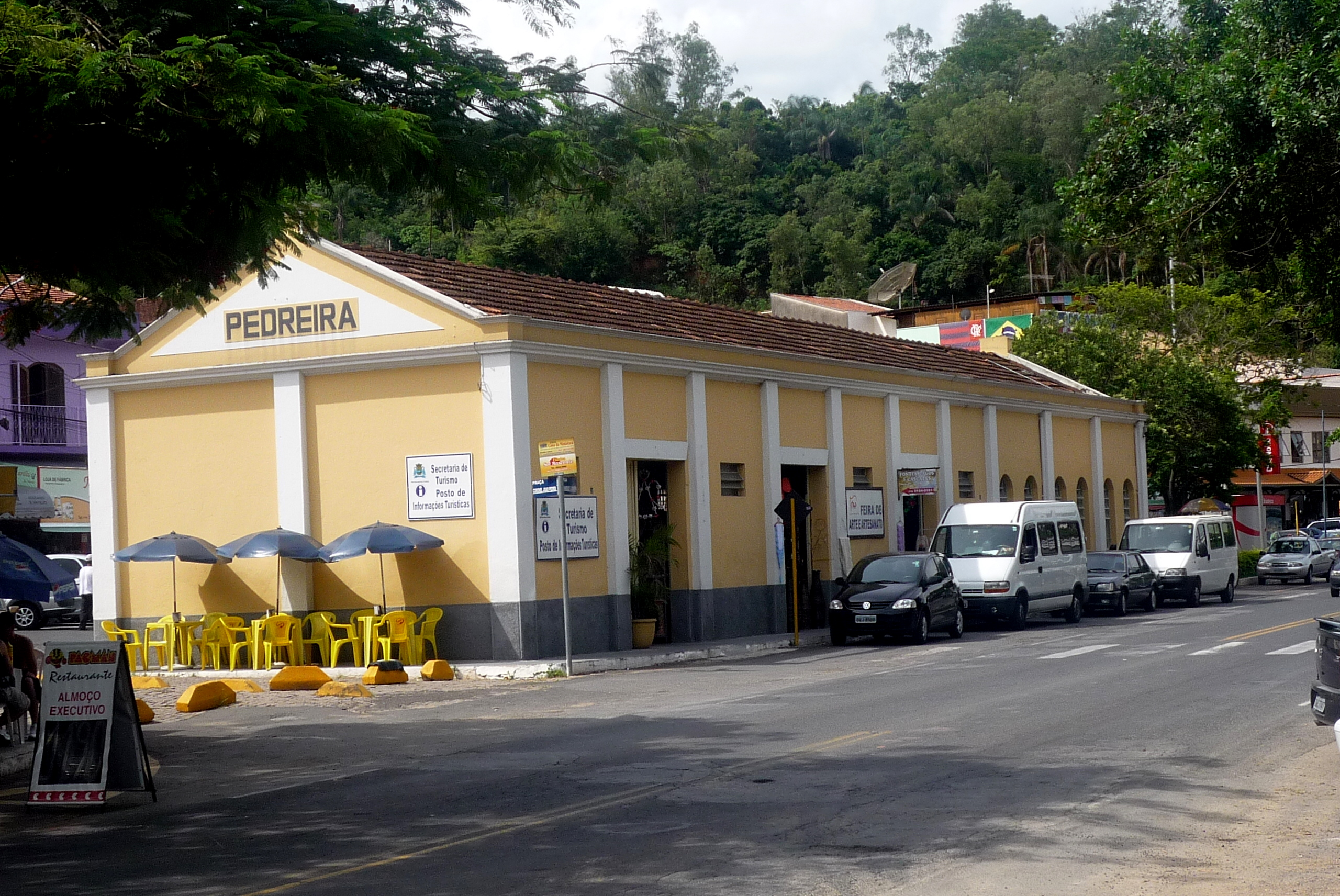
Antiga estação ferroviária.

Há na cidade logradouros e instituições que, em sua homenagem, ostentam o nome do fundador, Coronel João Pedro de Godoy Moreira.

## Geografia

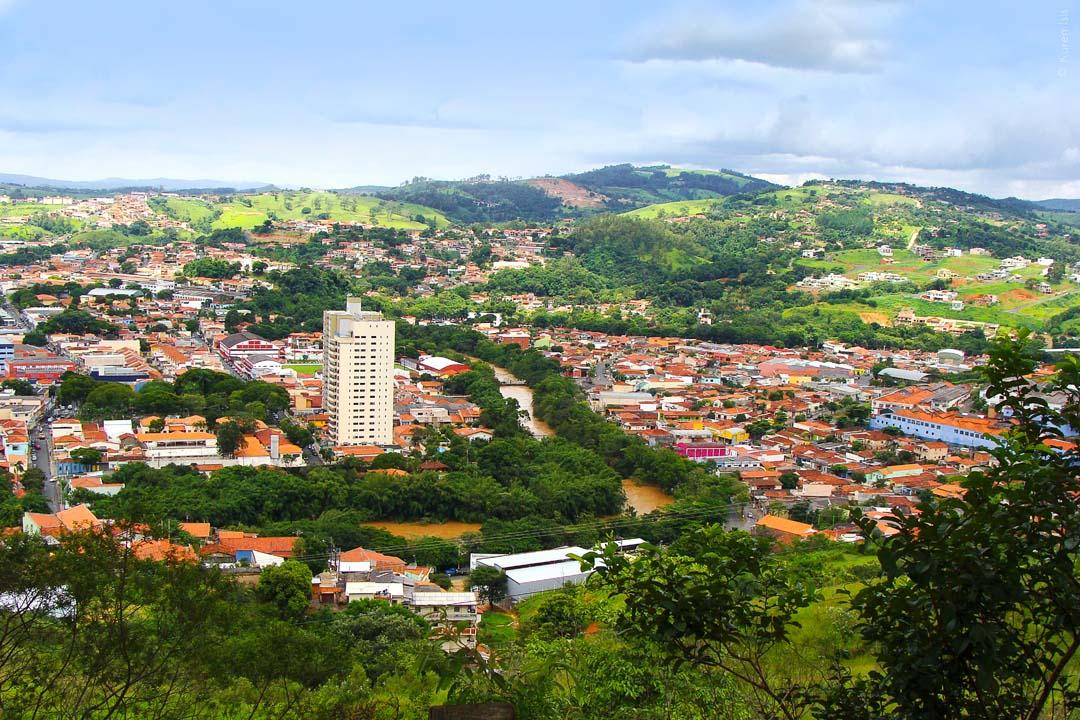
Vista da cidade.

### Dados gerais
- Área territorial: 110 km²
- Ano de Instalação: 1896
- Microrregião: Campinas
- Mesorregião: Campinas
- Altitude da Sede: 590 m
- Distância à capital: 93,56 km

Fonte: Atlas de Desenvolvimento Humano/PNUD
A cidade de Pedreira apresenta relevo predominantemente colinoso, sendo demarcada pela presença do rio Jaguari, o qual conta com extensa área de mata ciliar preservada em sua área rural.  Dentre todas as cidade da Região Metropolitana de Campinas, Pedreira é a que  apresenta a maior proporção percentual de cobertura florestal em relação  à  extensão  de  seu  território.

### Hidrografia
- Rio Jaguari
- Rio Camanducaia

### Rodovias
- SP-95

## Demografia

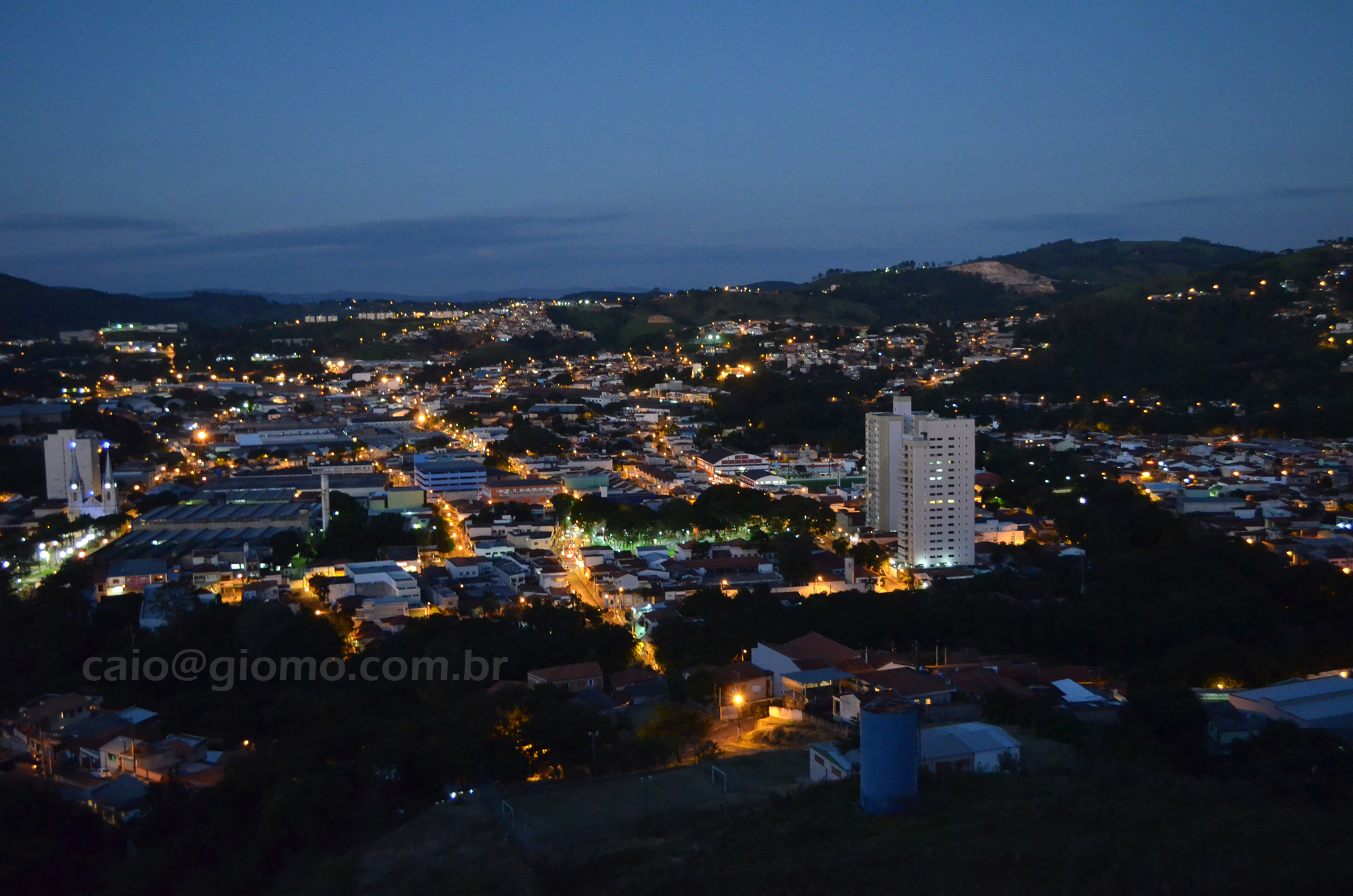
Vista da cidade ao anoitecer.

### População
| Crescimento populacional                             | Crescimento populacional | Crescimento populacional | Crescimento populacional |
| Ano                                                  | População Total          |                          | %±                       |
| ---------------------------------------------------- | ------------------------ | ------------------------ | ------------------------ |
| 1900                                                 | 28 440                   |                          | —                        |
| 1910                                                 | 14 000                   |                          | −50,8%                   |
| 1920                                                 | 5 472                    |                          | −60,9%                   |
| 1925                                                 | 6 410                    |                          | 17,1%                    |
| 1934                                                 | 4 304                    |                          | −32,9%                   |
| 1937                                                 | 4 601                    |                          | 6,9%                     |
| 1940                                                 | 6 593                    |                          | 43,3%                    |
| 1946                                                 | 5 918                    |                          | −10,2%                   |
| 1950                                                 | 6 906                    |                          | 16,7%                    |
| 1958                                                 | 7 351                    |                          | 6,4%                     |
| 1960                                                 | 10 976                   |                          | 49,3%                    |
| 1970                                                 | 15 053                   |                          | 37,1%                    |
| 1980                                                 | 21 381                   |                          | 42,0%                    |
| 1991                                                 | 27 972                   |                          | 30,8%                    |
| 2000                                                 | 35 219                   |                          | 25,9%                    |
| 2010                                                 | 41 558                   |                          | 18,0%                    |
| 2022                                                 | 43 112                   |                          | 3,7%                     |
| Est. 2024                                            | 44 332                   | [ 7 ]                    | 2,8%                     |
| Fontes: Censos Demográficos IBGE e Estimativas SEADE |                          |                          |                          |

### Dados demográficos
Dados do Censo - 2010
População total: 41.558 habitantes
- Urbana: 41.209
- Rural: 349
- Homens: 20.605
- Mulheres: 20.953

Densidade demográfica (hab./km²): 321,05
Mortalidade infantil até 1 ano (por mil): 12,21
Expectativa de vida (anos): 73,30
Taxa de fecundidade (filhos por mulher): 2,09
Taxa de alfabetização: 93,01%
Índice de Desenvolvimento Humano (IDH-M): 0,810
- IDH-M Renda: 0,757
- IDH-M Longevidade: 0,805
- IDH-M Educação: 0,869

(Fonte: IPEADATA)

### Distribuição da população por raça/cor
Dados do Censo - 2010
Em Pedreira 74,1% dos habitantes se declararam brancos, 22,5% pardos, 3,0% pretos, 0,3% amarelos e 0,1% indígenas. No Estado de São Paulo, esses valores são, respectivamente, 63,9%, 29,1%, 5,5%, 1,4% e 0,1%

## Política e administração

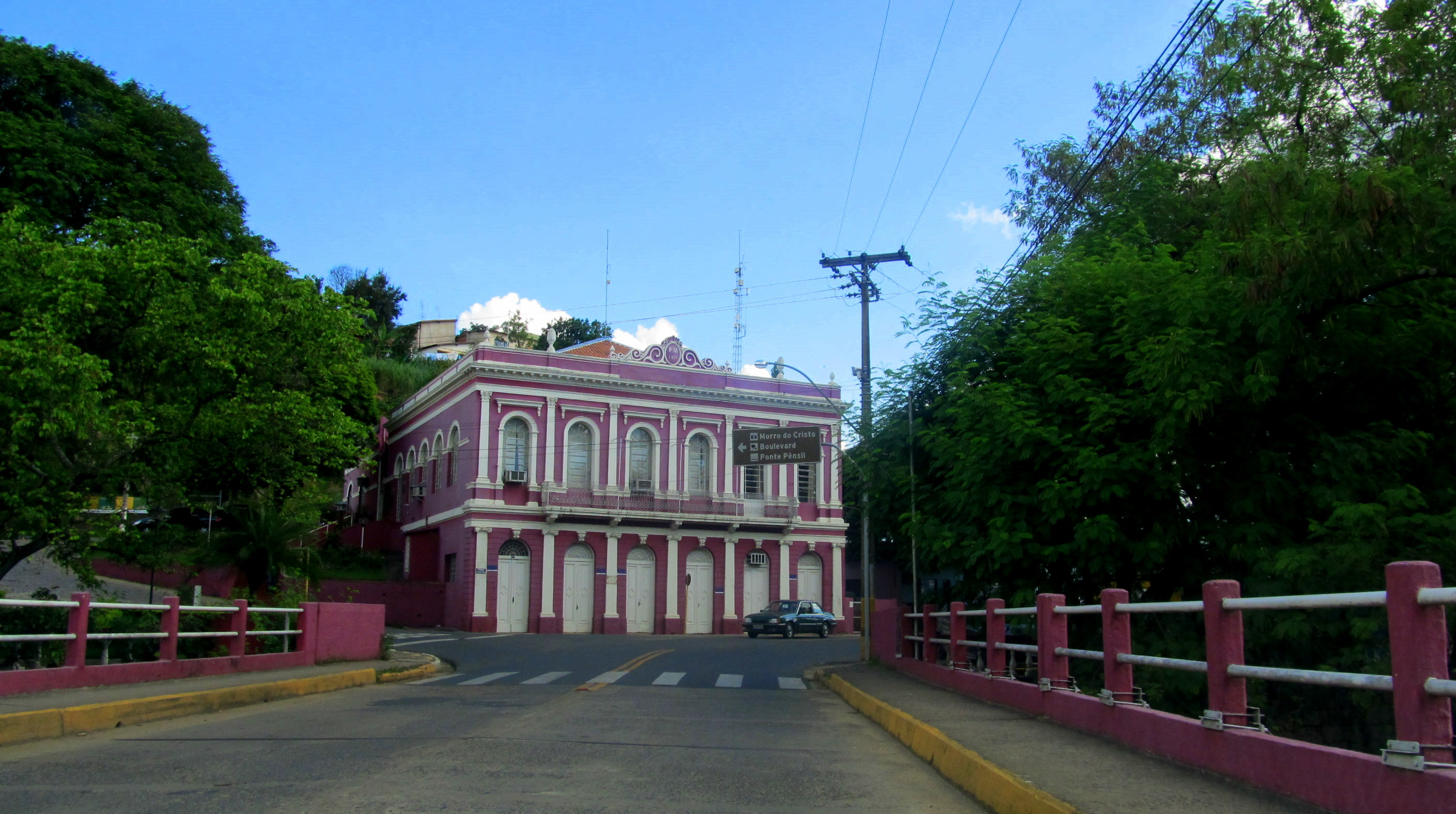
Prefeitura.

- Prefeito: Fábio Vinicius Polidoro (2022/2024)
- Vice-prefeito: Não há.
- Presidente da câmara: José Luis Nieri (2023/2024)

## Economia

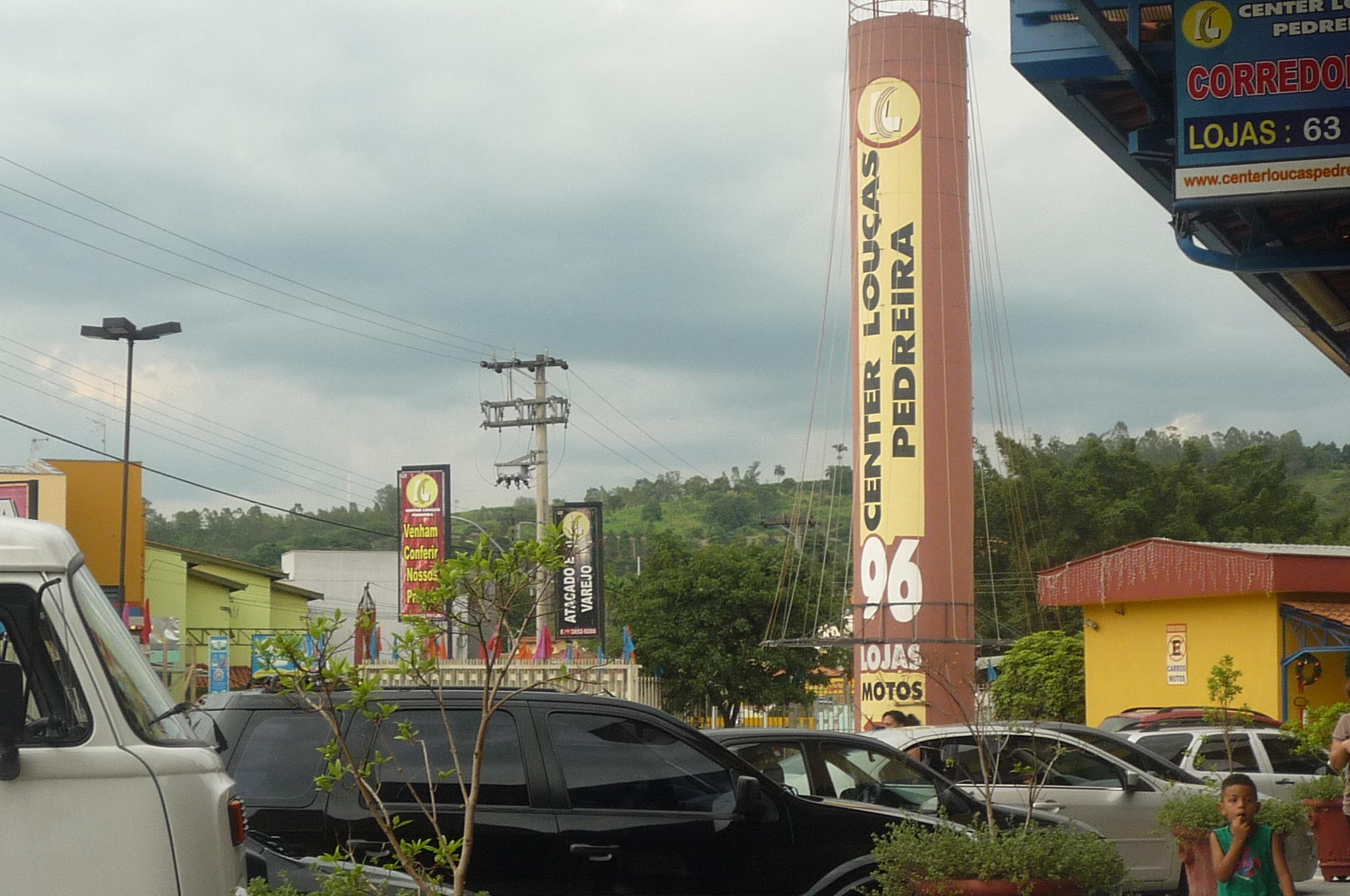
Center louças.

Desde 2004, Pedreira faz parte do Circuito das Águas Paulista. Sua economia baseia-se na fabricação de utilidades em porcelana. Na última década, o segmento de injeção e transformação de resinas plásticas, apresentou um notável crescimento.

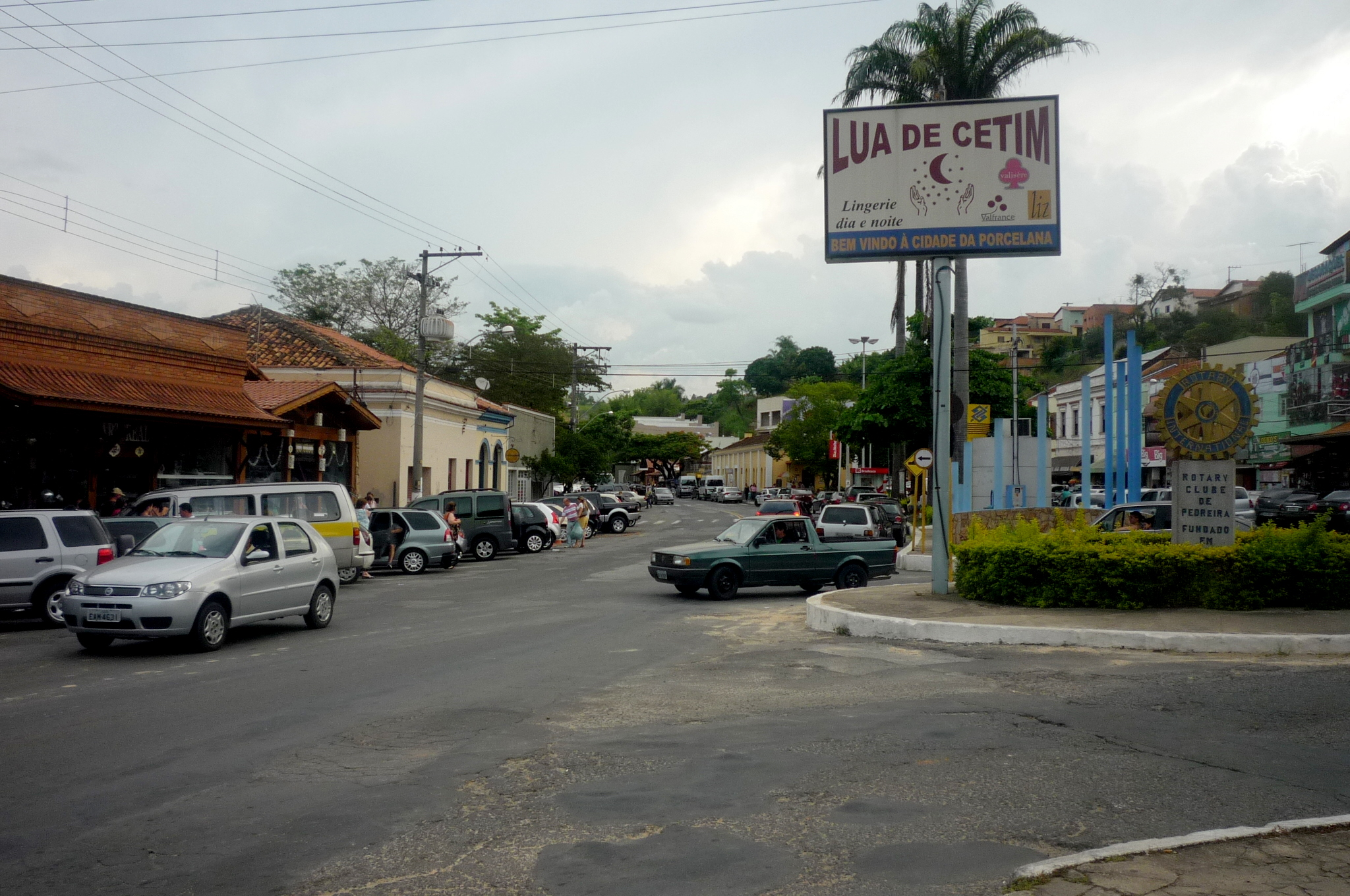
Aspecto do centro comercial de Pedreira.

Hoje com o comércio diversificado, podemos encontrar além de porcelanas e louças, uma infinidade de artigos domésticos e de adorno, inúmeras peças artísticas e de decoração dos mais variados matérias, tais como: faiança, madeira, alumínio, vidro, plástico, cerâmica, gesso, resina, ferro, etc.

## Infraestrutura

### Comunicações
O sistema de telefones automáticos foi inaugurado na cidade em 1978 pela Telecomunicações de São Paulo (TELESP), que também implantou o sistema de discagem direta à distância (DDD) em 1978 com o código de área (0192). Anteriormente a cidade era atendida pela Companhia Telefônica Brasileira (CTB).
Na década de 90 o código DDD da cidade foi alterado para (019), para padronização do sistema telefônico com a telefonia celular que estava sendo implantada em todo o estado.
Além do serviço de telefonia fixa, Pedreira tem acompanhado o avanço tecnológico na área de comunicações móveis e de dados. A cidade conta com cobertura de diversas operadoras de telefonia móvel, garantindo acesso à internet de alta velocidade e a serviços móveis avançados.
A expansão da fibra óptica tem permitido que moradores e empresas desfrutem de conexões mais estáveis e rápidas, um passo importante na inclusão digital do município. A presença de redes de comunicação modernas é vital para o desenvolvimento local, facilitando desde o acesso à informação e educação até o fomento de novos negócios e oportunidades na região.

## Turismo

### Museu Histórico e da Porcelana de Pedreira

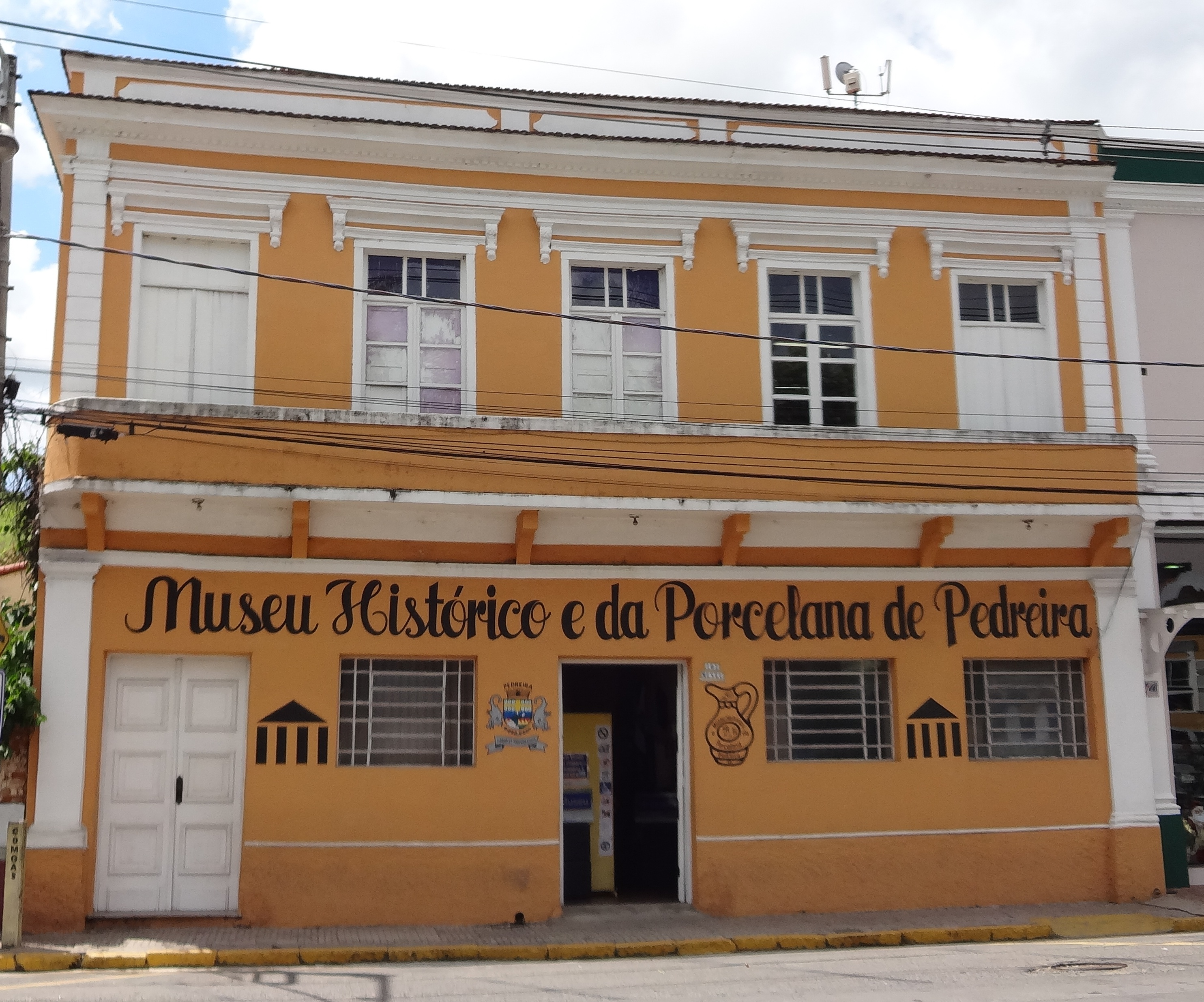
Fachada do Museu.

O Museu Histórico e da Porcelana de Pedreira está instalado em um sobrado do final do século XIX. Seu acervo oferece um recorte significativo das principais peças de porcelana produzidas pelas fábricas de Pedreira desde 1911. Além disso, o museu apresenta painéis que ilustram a história da porcelana no mundo, no Brasil e em Pedreira.
Com mais de 120 anos de história, o acervo sintetiza a rica trajetória da cidade, incluindo peças que abordam a fundação de Pedreira, fotografias, peças da ferrovia, objetos da Imigração italiana no Brasil, do comércio, da educação, da religião, da cultura e muito mais.
O local também possui uma mini fábrica aonde é demonstrado o processo de fabricação da porcelana. Com relação às porcelanas, também apresenta peças da Fábrica de Louças Santa Rita, criada em 1914 pelos irmãos Ângelo e Antônio Rizzi.

### Teleférico

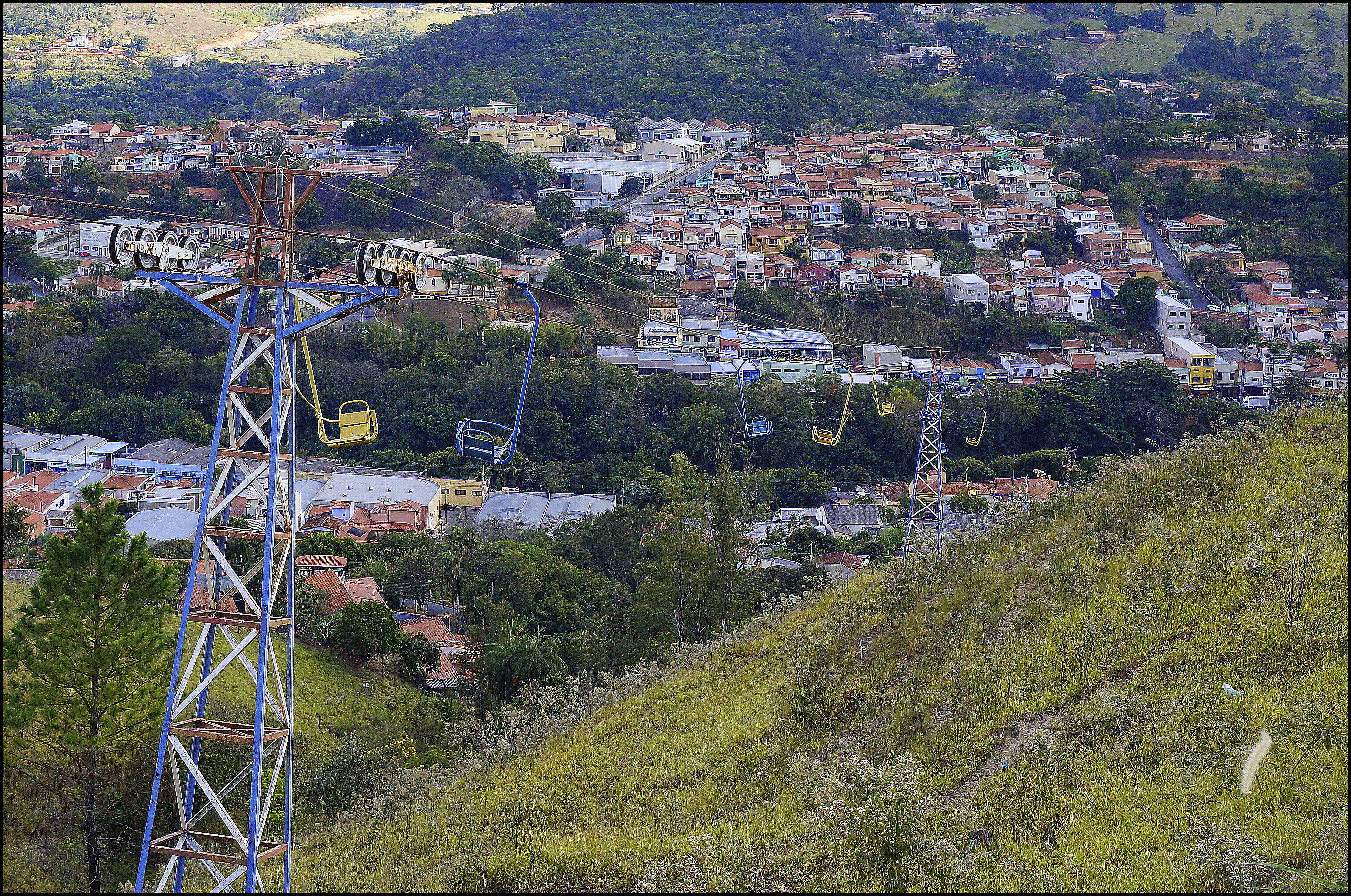
Teleférico.

A bordo do teleférico pode-se desfrutar de uma vista deslumbrante da cidade de Pedreira e ter acesso ao icônico Morro do Cristo, um dos pontos turísticos mais importantes da região.
Enquanto se dirige ao topo do morro sobre paisagens pitorescas, o passeio proporciona uma vista panorâmica deslumbrante de Pedreira, onde o turista vivencia a cidade de um ângulo completamente novo, além de poder explorar as belezas do Morro do Cristo.

### Morro do Cristo

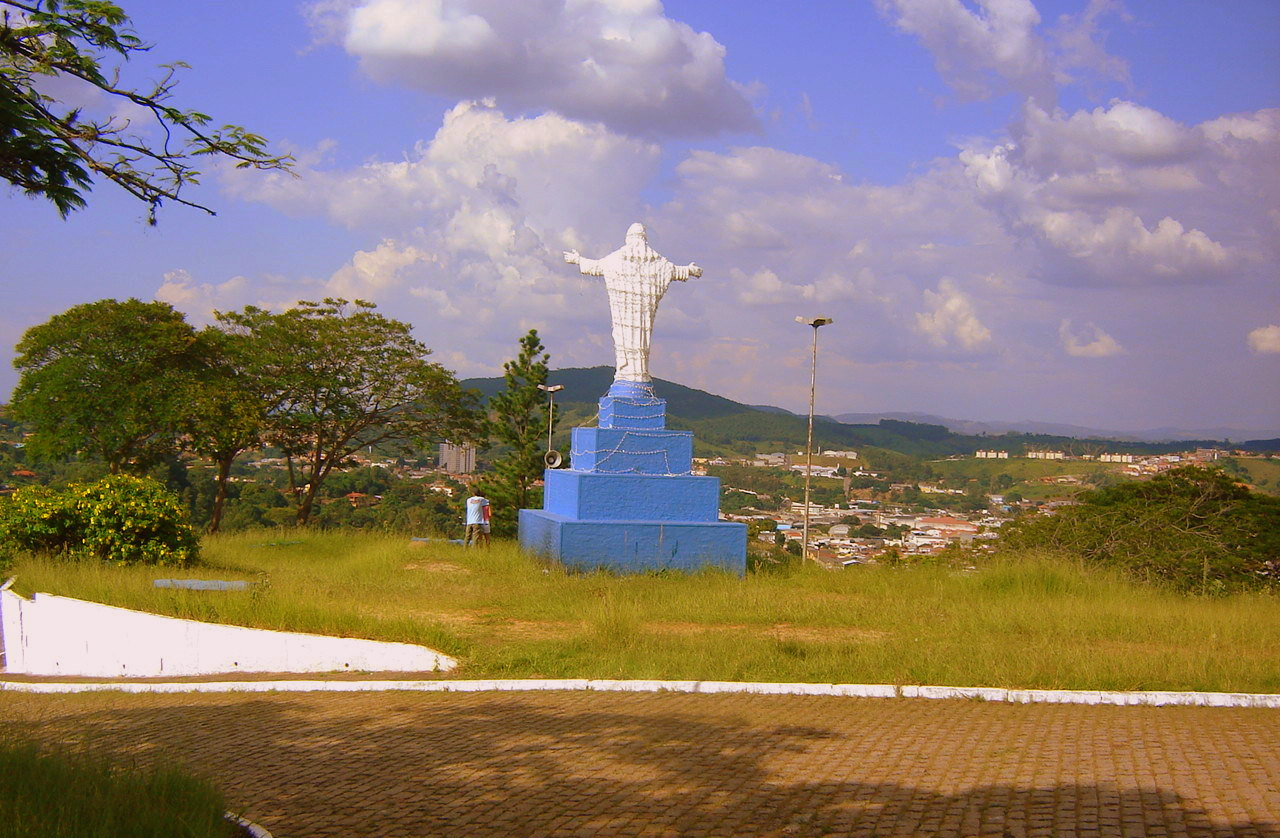
Morro do Cristo.

Um dos maiores símbolos da cidade, o Complexo Turístico Morro do Cristo, justamente por ser um dos pontos mais altas de Pedreira, oferece uma belíssima vista de toda a área urbana da cidade.
O acesso ao morro foi aberto em 1932 pelos soldados constitucionalistas, que ali fizeram suas trincheiras. Desde então, o morro foi urbanizado, recebendo equipamentos como a Praça Nossa Senhora Aparecida, o Monumento a Revolução Constitucionalista e o grandioso portal de inspiração bíblica. Já na década de 1980 recebeu as Estações da Via-Sacra. Pelo caminho encontram-se reproduções de passagens bíblicas pintadas em porcelana por artistas plásticos da cidade.
A estátua do Cristo Redentor, que se ergue majestosamente sobre a cidade, é um lugar tranquilo e propício para momentos de reflexão e paz interior.
O Morro do Cristo em Pedreira é um local imperdível para momentos de contemplação, apreciar a beleza natural da região e se maravilhar com as vistas deslumbrantes. O local também é um ponto de encontro para apreciar o pôr do sol, oferecendo uma visão espetacular da paisagem banhada por cores vibrantes.

## Religião
O Cristianismo se faz presente na cidade da seguinte forma:

### Igreja Católica

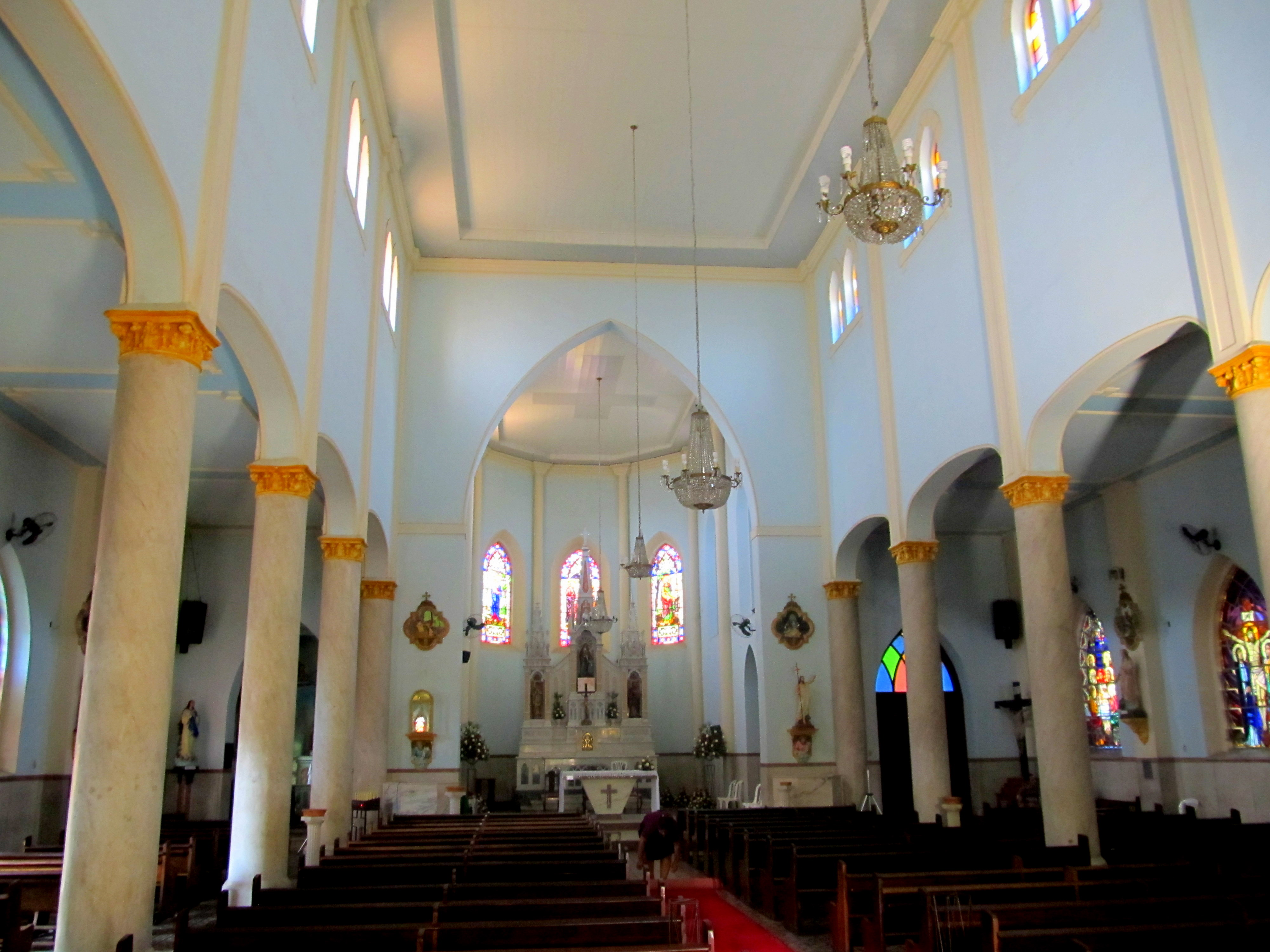
Interior da Igreja Matriz de Sant’Ana.

O município pertence à Diocese de Amparo e é dividido em três paróquias:
- Paróquia de Sant'Ana
- Paróquia de Santo Antonio de Pádua
- Paróquia de Nossa Senhora Aparecida

### Igrejas Evangélicas
- Assembleia de Deus Ministério do Belém.[24][25]
- Congregação Cristã no Brasil.[26]

### Outras religiões

#### Espiritismo
Pedreira possui 2 Centros Espíritas.